# 波蘭優先
波蘭優先（波蘭語：Polska jest Najważniejsza，缩写为PJN）是波蘭的一个已不存在的保守自由主義政黨，分裂自法律與公正。
該黨來自於法律與公正黨的溫和、自由主義派系，主張該黨在黨魁雅羅斯瓦夫·卡辛斯基領導下已走向右派。波蘭優先黨較法律與公正黨更親近自由市場，批評公民綱領黨在經濟改革上進度緩慢。2011年，第一次有公民綱領黨黨員退黨加入波蘭優先黨。2013年12月，该政党不再存在，并入另一个政党共同波兰，后共同波兰又再次并入協議黨。
在歐洲議會，其成員與法律與公正黨一同加入欧洲保守派和改革主义者，優先黨創立者米哈爾·卡明斯基（Michał Kamiński）擔任黨團主席至2011年3月。已退黨的創黨人亞當·畢耶蘭（Adam Bielan）為該黨副主席。

## 歷史
2010年11月16日，議員尤安娜·克魯齊克-羅斯特科斯卡（Joanna Kluzik-Rostkowska）、艾爾茲畢耶塔·雅庫比亞克（Elzbieta Jakubiak）、帕維爾·彭齊流許（Pawel Poncyljusz）、歐洲議員亞當·畢耶蘭和米哈爾·卡明斯基等人成立新政黨。 其中許多人在不久前遭到法律與公正黨開除黨籍。卡明斯基表示法律與公正黨已被極右派極端份子把持。該黨成立是對雅羅斯瓦夫·卡辛斯基的路線與領導表達不滿。
該黨黨名來自於雅羅斯瓦夫·卡辛斯基在2010年波蘭總統大選的競選口號。從字面上，意為「波蘭是最重要的」，但在亞當·畢耶蘭表示原始譯名「聽起來奇怪」後，下議院要求應譯為「波蘭優先」。 在「Polska jest Najważniejsza」被法律與公正黨支持者登記為組織名稱後，該黨可能更換黨名。 新黨名有可能加入「中間」，參照自卡辛斯基創立法律與公正黨前所領導的中間協議，同時也反映其傾向中間派的立場。
2011年1月18日，前公民綱領黨上議員亞采克·史瓦肯（Jacek Swakoń）加入波蘭優先黨，成為該黨第一位上議員及非法律與公正黨成員。  2011年1月27日，米哈爾·卡明斯基因為與法律與公正黨成員間的衝突，宣布將在3月8日卸任歐洲保守改革黨團主席。2月1日，頂替亞努斯·帕利科特（Janusz Palikot）下議員席次的茲比格涅夫·沃契柯夫斯基（Zbigniew Wojciechowski）脫離公民綱領黨加入優先黨，使得該黨下議院席次增至18席。 尤安娜·克魯齊克-羅斯特科斯卡在2011年2月表示，她正考慮在10月大選後向公民綱領黨提出結盟協議。 共同創黨人亞當·畢耶蘭退黨成為獨立歐洲議員，但仍屬於歐洲保守改革黨團。

## 意識形態
該黨來自於法律與公正黨的自由主義派系。 克魯齊克表示該黨受到英國保守黨黨魁中間派路線的啟發。 該黨核心是「博物館」派系，優先黨成員揚·歐達科夫斯基（Jan Ołdakowski）是華沙起義博物館（Warsaw Uprising Museum）主任。
該黨批評公民綱領黨政府在經濟自由主義政策上進度緩慢，質疑唐納德·圖斯克在經濟議題上躊躇不定和法律與公正黨的政策。 該黨致力於改革勞動市場、加快私有化、引進19%单一税、男女退休年齡平等。

## 外部連結
- 官方網站 （页面存档备份，存于）